# Neuville-aux-Bois
 Neuville-aux-Bois  es una población y comuna francesa, situada en la región de Centro, departamento de Loiret, en el distrito de Orléans y cantón de Neuville-aux-Bois.

## Demografía
| 2396 | 2809 | 3288 | 3593 | 3870 | 3874 |
| Para los censos de 1962 a 1999 la población legal corresponde a la población sin duplicidades (Fuente: INSEE [Consultar]) |      |      |      |      |      |